# Through the Wilderness
Through the Wilderness (рус. Через тернии) — трибьют-альбом, посвящённый американской певице и автору песен Мадонне. Выпущен 27 ноября 2007 базирующимся в Лос-Анджелесе лейблом Manimal Vinyl. По словам главы лейбла Пола Биэна, идея альбома пришла ему во сне. Он пригласил к работе над проектом многочисленных музыкантов, в том числе Giant Drag, Lavender Diamond, Winter Flowers и Chapin Sisters. Сам не являясь поклонником Мадонны, Биэн хотел посмотреть, как её песни будут звучать в исполнении альтернативных музыкантов.
Through the Wilderness — психоделический фолк-трибьют Мадонне без какого-то определённого единого звучания. Каверы были сильно изменены по сравнению с оригинальными версиями: музыканты меняли мелодию песен, смешивая строки текста, заново интерпретируя смысл. Музыкальные критики хвалили и критиковали песни альбома, отметив трек-лист, демонстрирующий сильные стороны дискографии Мадонны.

## История создания и релиз
В феврале 2007 года располагающаяся в Лос-Анджелесе звукозаписывающая компания Manimal Vinyl анонсировала планы выпустить сборник кавер-версий песен американской певицы и автора песен Мадонны. Изначальный список участников включал Девендра Банхарта, Giant Drag, Lavender Diamond, а также группу VietNam и многих других. Глава лейбла Manimal Vinyl Пол Биэн (Paul Beahan) заявил, что 25 % прибыли от продаж альбома пойдут в благотворительную организацию Мадонны Raising Malawi. Проект под названием Through the Wilderness стал третьим релизом в истории компании. Он ожидался к выходу 4 сентября 2007, но был отложен до 27 ноября 2007. В Лос-Анджелесе и Нью-Йорке были организованы специальные вечеринки по случаю выхода с участников записи.
Биэн начал думать о выпуске трибьют-альбома на своём лейбле после смерти в 2006 году музыкантов Артура Ли и Сида Барретта. Однако он изменил мнение и выбрал Мадонну, посчитав, что её песни могут быть записаны в серьёзном звучании, таким образом исключив возможность пародийного релиза. Идея Through the Wilderness пришла Биэну в виде эпифании. Хотя он не был поклонником певицы, но был заинтригован вопросом, как бы её песни звучали в исполнении альтернативных музыкантов. «Альбом-трибьют Мадонне явился ко мне во сне прошлой осенью, и я немедленно начал звонить и писать e-mail Winter Flowers, Chapin Sisters и Banhart с просьбой записать песни для него», — уточнял Биэн журналу Spin.
Banhart и VietNam не вошли в итоговый трек-лист альбома. Другие музыканты, упомянутые Биэном, но не включённые — Cat Power и Thurston Moore. Through the Wilderness — психоделический фолк-трибьют Мадонне с песнями, охватывающими её карьеру от «Lucky Star» (1984) до «Hung Up» (2005). Название является отсылкой к первой строчке песни «Like a Virgin» со словами: «I made it through the wilderness…» (рус. «Я прошла через тернии…»). Биэн попросил группы выбрать песни самостоятельно. Он посоветовал Chapin Sisters «Borderline» вместо «Like a Virgin». Бекки Старк из Lavender Diamond захотела спеть «Like a Prayer». Схожим образом, Lion из Panjshir прислал демо «Crazy for You», которое принял глава лейбла. Инди-рок группа Giant Drag подтвердила на своём официальном сайте, что они записывают «Oh Father» для релиза. Рок-музыкант The Prayers сделал кавер «Cherish», о чём сообщил журнал San Diego City Beat.

## Композиция
Группы, делающие каверы, изменили мелодии оригинальных треков Мадонны, перемешали тексты и по-новому интерпретировали смысл. По мнению Стивена М. Дейснера (Stephen M. Deusner) из Pitchfork Media, альбом не имеет какого-то определённого или однопланового звучания и «не скатывается до музыкального прозелитизма или культурологической тяжеловесности». Синти-поп каверы «Into the Groove» и «Everybody» в исполнении Джереми Джея и Ариэля Пинка, соответственно, приводятся Дейснером в качестве примеров звучания пост-панк эры этих песен, которые в то же время достаточно отличны от версий Мадонны. В первой добавилось эхо на куплетах песен, а во второй вокал Джулии Хотлер сопровождался аккомпанементом клавишных и барабанов.

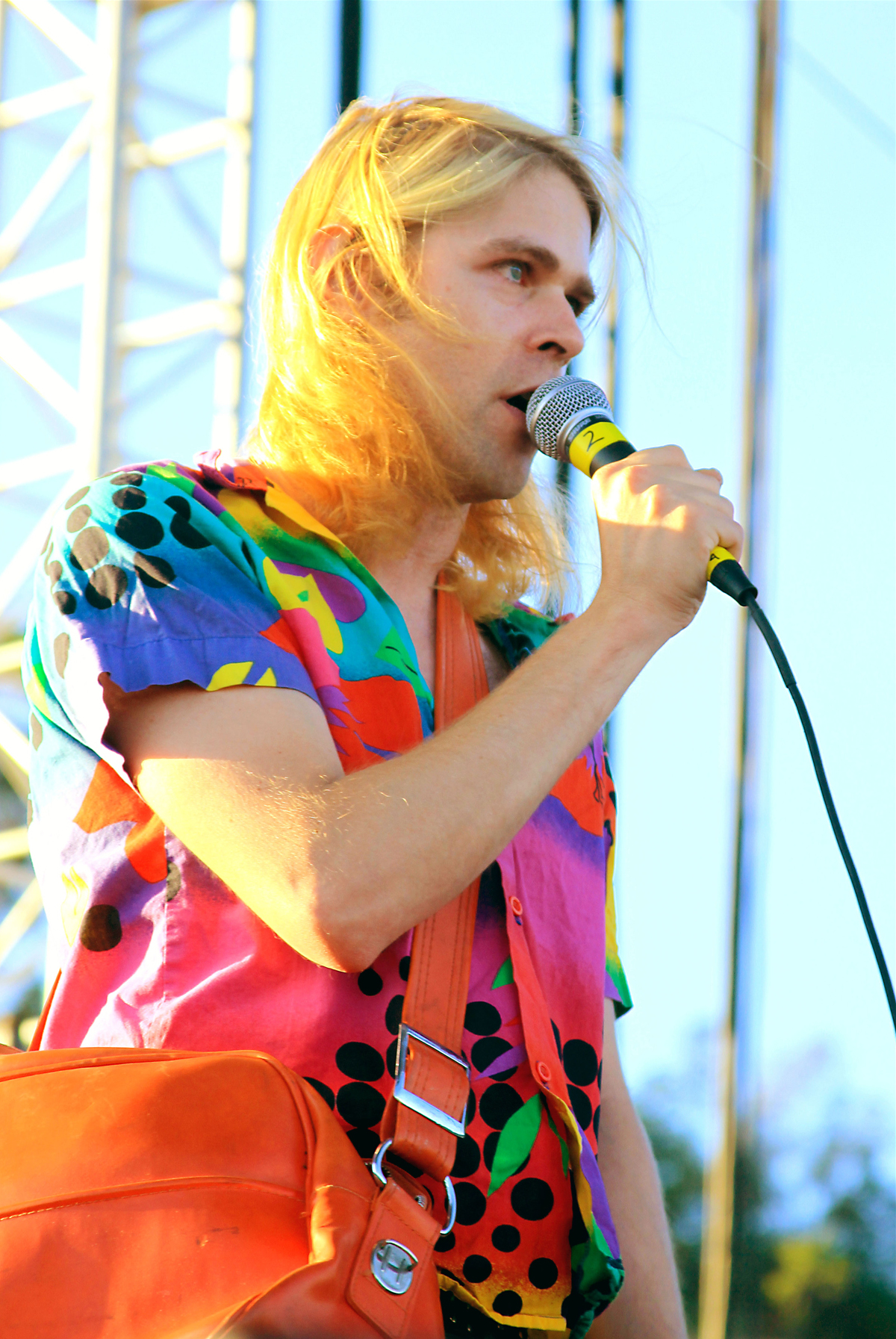
Ариэль Пинк сделал кавер «Everybody»

Through the Wilderness открывал Джонатан Уилсон с фортепианной версией «La Isla Bonita». В припеве звучит электрогитара с реверберацией. «Borderline» включала вокальные гармонии в исполнении Chapin Sisters под аккомпанемент перкуссии и банджо. Lavender Diamond сделали кавер «Like a Prayer» в минималистическом ключе, но вокалу и аккомпанементу в равной степени отдан долг. Giant Drag с версией «Oh Father» придерживались оригинальной версии по музыке, но добавили фортепиано, басов и колоколов.
Гитарная версия Golden Animals превратили «Beautiful Stranger» в свомп-блюз, убрав припев и сделав песню похожей на композиции Creedence Clearwater Revival. Версия в стиле фрик-фолк песни «Lucky Star» принадлежала Александре Хоуп (Alexandra Hope). Lion of Panjshir сделали мульти-инструментальную оркестровку «Crazy for You» с ситаром, таблами и акустической гитарой и лид-вокалисткой Ариана Делавари (Ariana Delawari). Версия в стиле Crosby, Stills, Nash & Young песни «Live to Tell» группы Winter Flowers характеризовалась «атмосферой солнца пустыни, аккуратными гитарными проигрышами, эпичными соло и роскошными гармониями в исполнении  [лид-вокалистов] Куэй (Quay) и Гэвина Толера (Gavin Toler)».

## Профессиональные рецензии
Дейснер присудил альбому 7 из 10, похвалив релиз: «Мадонна — идеальный кандидат для трибьют-альбома, уже вдохновив несколько в прошлом, но ни один из них не был таким крепким и весёлым как Through the Wilderness». Однако он посчитал, что несколько песен «не вдохновенные», например версия Giant Drag с «Oh Father» и Bubonic Plague с «Who’s That Girl». Йон Караманика (Jon Caramanica) из журнала Spin также дал положительный отзыв, посчитав что альбом отражает «жизнелюбие Мадонны, но и [напоминает, что ей свойственно] отчаяние». Он особо отметил «Crazy for You»: 
последние 30 секунд [трека] дают ощущения мороза по коже - фронтвуман Ариана Делавари и группа с афганскими традиционными инструментами выдают такой жар и угар, которого у Мадонны никогда не было, или она так и не могла. Оригинальный текст (англ.)the last 30 seconds of [the track is] chilling—frontwoman Ariana Delawari and her traditional Afghan backing accelerate feverishly, breaking the sweat Madonna never quite did, or could.
Брюс Скотт из Prefix оценил альбом на 6 из 10, и высказал мнение, что «кусками» альбом хорош для трибьют-релиза. Он перечислил треки «Into the Groove», «Everybody» и «La Isla Bonita» как лучшие, но раскритиковал каверы баллад, которые ему показались хуже. «Through the Wilderness напоминает, что эти [треки] могут пережить некоторое переосмысление независимо от того, как минимальна или lo-fi аранжировка, так как песни сами по себе сильны», — заключил Скотт.
Крис Морган (Chris Morgan) из Treble отметил недостаточную однородность альбома, но похвалил внимание, которое уделено тому, чтобы высветить «хук и жизнерадостность» песен. Однако он также нашёл, что «может из-за их неподходящего для такого трибьюта саунда или из-за того, что они позволили своему воображению чуть больше, чем следовало ради искусства интерпретации как таковой, но креативность рискует быстро превращаться в трюкачество». Он назвал «Oh Father» и «Like a Prayer» как два лучших трека, описав их как «наиболее резонансные».

## Список композиций
| №                   | Название                   | Автор(ы)                                           | Исполнитель         | Длительность |
| ------------------- | -------------------------- | -------------------------------------------------- | ------------------- | ------------ |
| 1.                  | «La Isla Bonita»           | Мадонна Патрик Леонард Брюс Гаитч [англ.]          | Джонатан Уилсон     | 4:41         |
| 2.                  | «Into the Groove»          | Мадонна Стивен Брэй                                | Джереми Джей        | 3:42         |
| 3.                  | «Beautiful Stranger Blues» | Мадонна Уильям Орбит                               | Golden Animals      | 2:48         |
| 4.                  | «Live to Tell»             | Мадонна Леонард                                    | Winter Flowers      | 6:16         |
| 5.                  | «Material Girl»            | Питер Браун [англ.] Robert Rans                    | Mountain Party      | 3:39         |
| 6.                  | «Everybody»                | Мадонна                                            | Ариэль Пинк         | 2:49         |
| 7.                  | «Oh Father»                | Мадонна Леонард                                    | Giant Drag          | 5:03         |
| 8.                  | «Hung Up»                  | Мадонна Стюарт Прайс Бенни Андерссон Бьорн Ульвеус | The Tyde            | 3:49         |
| 9.                  | «Lucky Star»               | Мадонна                                            | Alexandra Hope      | 3:16         |
| 10.                 | «Borderline»               | Регги Лукас                                        | Chapin Sisters      | 3:48         |
| 11.                 | «Who's That Girl»          | Мадонна Леонард                                    | Bubonic Plague      | 3:42         |
| 12.                 | «Dress You Up»             | Андреа Ларуссо Пегги Станциале                     | Apollo Heights      | 3:30         |
| 13.                 | «Cherish»                  | Мадонна Леонард                                    | The Prayers         | 3:12         |
| 14.                 | «Crazy for You»            | Джон Беттис [англ.] Йон Линд [англ.]               | Lion of Panjshir    | 4:01         |
| 15.                 | «Like a Prayer»            | Мадонна Леонард                                    | Lavender Diamond    | 4:53         |
| Общая длительность: | Общая длительность:        | Общая длительность:                                | Общая длительность: | 59:09        |

## Участники записи
С сайта AllMusic.
- «Apollo Heights» — продюсирование, исполнитель
- Линда Бикрофт (англ. Linda Beecroft) — ударные, вокал
- П. Браун (P. Brown) — композитор
- «Bubonic Plague» — продюсирование, исполнитель
- Джастин Бёрилл (Justin Burrill) — звукоинженер, инженер
- «The Chapin Sisters» — продюсирование, исполнитель
- Абигайл Чаплин (Abigail Chapin) — хор/припев, гитара, клавишные, вокал
- Лили Чаплин (Lily Chapin)- банджо, клавишные, вокал
- Даниэл Чавис (Daniel Chavis) — вокал
- Дэнни Чавис (Danny Chavis) — гитара
- Джессика Кравен (Jessica Craven) — вокал
- Ариана Делавари (Ariana Delawari) — гитара, вокал
- Эрика Гарсия (Erica García) — продюсирование, оркестровка
- Мика Гоу (Micah Gaugh) — бас-гитара, клавишные
- «Giant Drag» — исполнитель
- «Golden Animals» — исполнитель
- Стив Грегоропулос (Steve Gregoropoulos) — гитара, пианино
- Макс Гиранд (Max Guirand) — инженер, слайд-гитара
- Энди Харди (Annie Hardy) — вокал
- Тим Хоган (Tim Hogan) — бас-гитара
- Джулия Холтер (Julia Holter) — вокал (фон)
- Александра Хоуп (Alexandra Hope)- исполнитель
- Дэн Хорн (Dan Horne) — звукоинженер, инженер, микширование, тамбурин
- Джереми Джей (Jeremy Jay)- аранжировщик, продюсирование, исполнитель
- Том Карни Мьюнг Хи Ким (Tom Carney Myung Hi Kim) — инженер
- Бен Найт (Ben Knight) — гитара (классическая), гитара (электрическая)
- «Lavender Diamond» — исполнитель
- «Lion of Panjshir» — исполнитель
- Макс Гиранд (Max Guirand) — звукоинженер, продюсирование
- Эндрю Миллер (Andrew Miller) — гитара, вокал
- Этан Миллер (Ethan Miller)- продюсирование
- Том Монахан (Thom Monahan) — продюсирование, бит-бокс, драм-машина, инженер
- «Mountain Party» — исполнитель
- Майкл Муссмано (Michael Mussmano) — продюсирование
- Офер Тиберин (Ofer Tiberin) — продюсирование
- «Ariel Pink’s Haunted Graffiti» — аранжировщик, продюсирование, исполнитель
- Хизер Поркаро (Heather Porcaro) — хор/припев
- «Prayers» — продюсирование
- «The Prayers» — исполнитель
- Астрид Куэй (Astrid Quay) — обложка альбома, вокал
- Даррен Радемейкер (Darren Rademaker) — гитара (акустическая), вокал
- Рон Реджи-младший (Ron Regé Jr.) — ударные
- Чарльз Роуэлл (Charles Rowell) — бас-гитара
- Джош Шварц (Josh Schwartz) — гитара (акустическая), гитара (электрическая)
- Аарон Сперске (Aaron Sperske) — ударные
- Бекки Старк (Becky Stark) — звукоинженер, вокал
- Чад Стюарт (Chad Stewart) — ударные
- Том Ким (Tom Kim) — звукоинженер, продюсирование
- «The Tyde» — исполнитель
- Джулиан Васс (Julian Wass) — звукоинженер, продюсирование, инженер
- Джонатан Уилсон (Jonathan Wilson) — продюсирование, исполнитель
- Джонатан Уилсон (Jonathan Wilson) — аранжировщик
- «Winter Flowers» — продюсирование, исполнитель
- Кенни Вудс (Kenny Woods) — звукоинженер
- Гидеон Зарецкий (Gideon Zaretsky) — продюсирование